# Plastinace

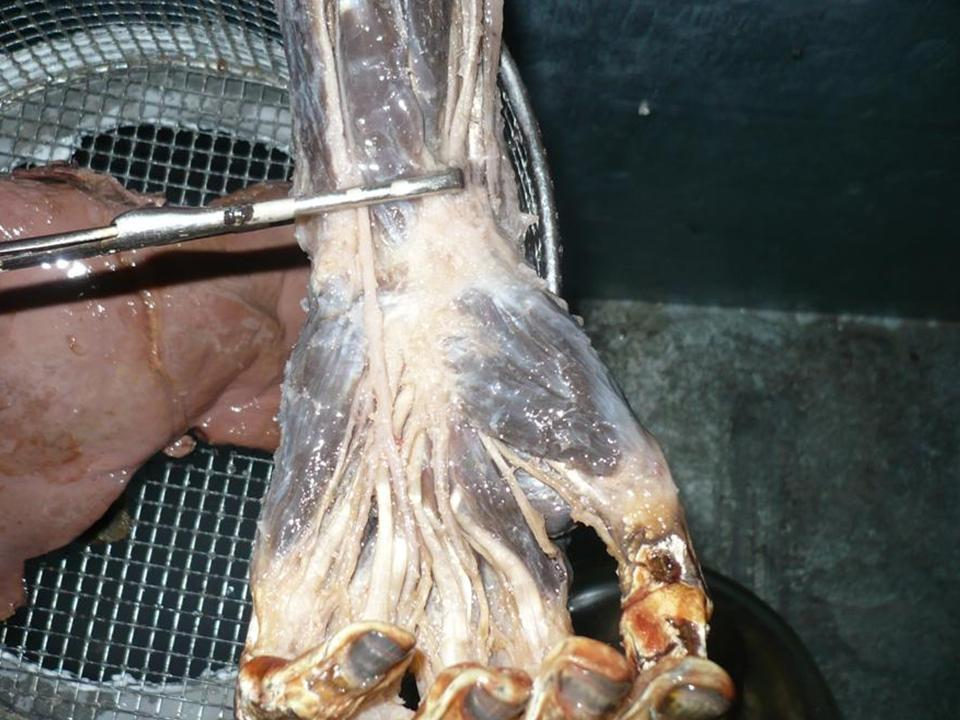
Plastinace ruky.

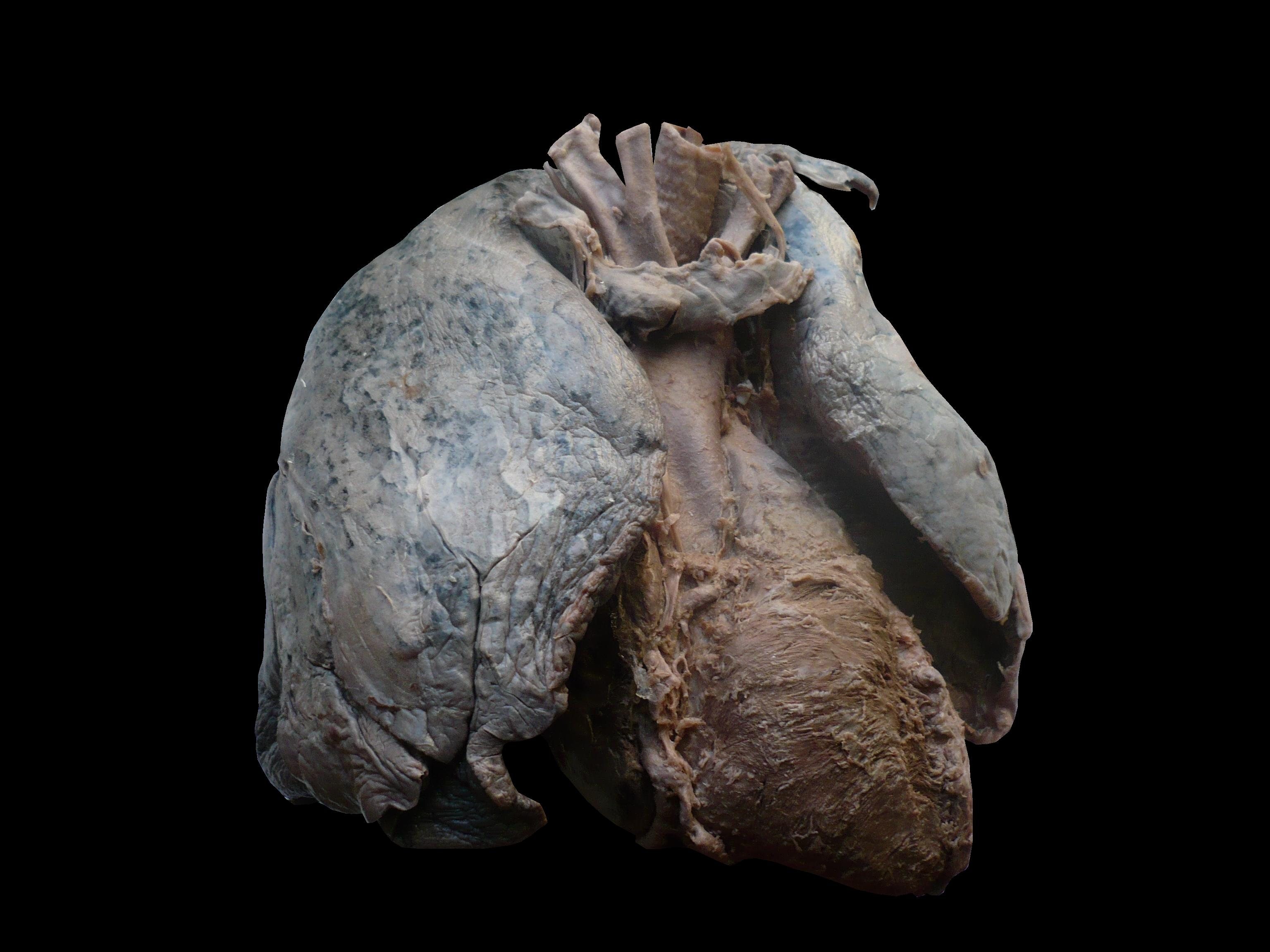
Srdce a plíce ošetřené plastinací.

Plastinace je technika nebo proces používaný v oboru anatomie ke konzervaci těl nebo jejich částí, který byl vyvinut německým anatomem Guntherem von Hagensem v roce 1977. Voda a tuk jsou nahrazeny určitými plasty, které u exempláře zabraňují biologickému rozpadu, dovolují zachovat většinu vlastností původního vzorku a dokonce je možné se ho i dotýkat.